# Gianluca D’Angelo
Gianluca D’Angelo (* 13. März 1991 in Zürich) ist ein schweizerisch-italienischer Fussballspieler. Seine letzte Station als Profi war von 2013 bis 2017 der FC Winterthur.

## Karriere
Gianluca D’Angelo spielte während seiner Zeit bei den Junioren beim FC Schwamedingen sowie beim Grasshopper-Club Zürich. 2009 wurde er erstmals von der U-21-Mannschaft ins Kader der 1. Mannschaft berufen und absolvierte in der Saison 2009/10 13 Einsätze für die Zürcher. Danach spielte er leihweise für eine Saison beim FC Schaffhausen, wo er zehn Spiele absolvierte. Gleich anschliessend wurde er für eine Saison an die AC Bellinzona verliehen, wohin er auch nach Ablauf der Leihe ablösefrei wechselte. Nach einer weiteren Saison in Bellinzona und insgesamt 52 Spielen bei den Tessinern wechselte er im Sommer 2013 zum FC Winterthur. Dort blieb er bis zum Sommer 2017, als er in Winterthur keinen weiteren Vertrag mehr erhielt.
Nach einer vereinslosen Saison spielt D’Angelo nun beim FC Dietikon in der 2. Liga interregional, der fünfthöchsten Liga der Schweiz. (Stand: November 2018)